# Shahrestān-e ‘Abbāsābād
Shahrestān-e ‘Abbāsābād (persiska: شهرستان عباس‌آباد, عباس‌آباد) är en delprovins (shahrestan) i Iran.   Den ligger i provinsen Mazandaran, i den norra delen av landet, 110 km norr om huvudstaden Teheran.
Delprovinsen hade 52 832 invånare 2016.